# Grand Prix Cycliste la Marseillaise 2024
Il Grand Prix Cycliste la Marseillaise 2024, quarantacinquesima edizione della corsa, valevole come evento dell'UCI Europe Tour 2024 e come prima prova della Coppa di Francia categoria 1.1, si svolse il 28 gennaio 2024 su un percorso di 167,5 km, con partenza e arrivo a Marsiglia, in Francia. La vittoria fu appannaggio del lussemburghese Kevin Geniets, il quale completò il percorso in 4h07'52", alla media di 40,546 km/h, precedendo i francesi Alex Baudin e Kévin Vauquelin.
Sul traguardo di Marsiglia 127 ciclisti, dei 129 partenti, portarono a termine la competizione.

## Squadre e corridori partecipanti
| N.    | Cod. | Squadra                         |
| ----- | ---- | ------------------------------- |
| 1-7   | DAT  | Decathlon AG2R La Mondiale Team |
| 11-17 | GFC  | Groupama-FDJ                    |
| 21-27 | ARK  | Arkéa-B&B Hotels                |
| 31-37 | COF  | Cofidis                         |
| 41-47 | ADC  | Alpecin-Deceuninck              |
| 51-57 | TEN  | TotalEnergies                   |
| 61-67 | LTD  | Lotto Dstny                     |
| 71-77 | UXM  | Uno-X Mobility                  |
| 81-87 | EKP  | Equipo Kern Pharma              |
| 91-97 | CJR  | Caja Rural-Seguros RGA          |

| N.      | Cod. | Squadra                    |
| ------- | ---- | -------------------------- |
| 101-107 | BWB  | Bingoal WB                 |
| 111-117 | TFB  | Team Flanders-Baloise      |
| 121-127 | TUD  | Tudor Pro Cycling Team     |
| 131-137 | COR  | Corratec Vini Fantini      |
| 141-147 | AUB  | St Michel-Mavic-Auber93    |
| 151-157 | VRR  | Van Rysel-Roubaix          |
| 161-167 | NMC  | Nice Métropole Côte d'Azur |
| 171-177 | BTC  | Beltrami TSA Tre Colli     |
| 181-187 | PWB  | Philippe Wagner/Bazin      |
| 191-197 | UCN  | CIC U Nantes Atlantique    |

## Ordine d'arrivo (Top 10)
| Pos. | Corridore        | Squadra    | Tempo    |
| ---- | ---------------- | ---------- | -------- |
| 1    | Kevin Geniets    | Groupama   | 4h07'52" |
| 2    | Alex Baudin      | Decathlon  | s.t.     |
| 3    | Kévin Vauquelin  | Arkéa      | a 10"    |
| 4    | Pierre Gautherat | Decathlon  | a 1'14"  |
| 5    | Pau Miquel       | Kern       | s.t.     |
| 6    | Quentin Pacher   | Groupama   | s.t.     |
| 7    | Jenno Berckmoes  | Lotto      | s.t.     |
| 8    | Eduard Prades    | Caja Rural | s.t.     |
| 9    | Matteo Trentin   | Tudor      | s.t.     |
| 10   | Damien Girard    | Nice Métr. | s.t.     |